# Třebčín (nádraží)
Třebčín je dopravna D3 v Třebčíně v Olomouckém kraji. Je součástí neelektrizované jednokolejné železniční trati Olomouc – Senice na Hané – Prostějov. Leží mezi zastávkami Slatinice a Kaple v km 28,399.
Nádraží obsluhují pravidelné osobní vlaky Českých drah linky M4 s intervalem 60 minut v pracovní dny a 120 minut ve dny pracovního klidu v obou směrech. Je zařazeno do Integrovaného dopravního systému Olomouckého kraje.

## Galerie

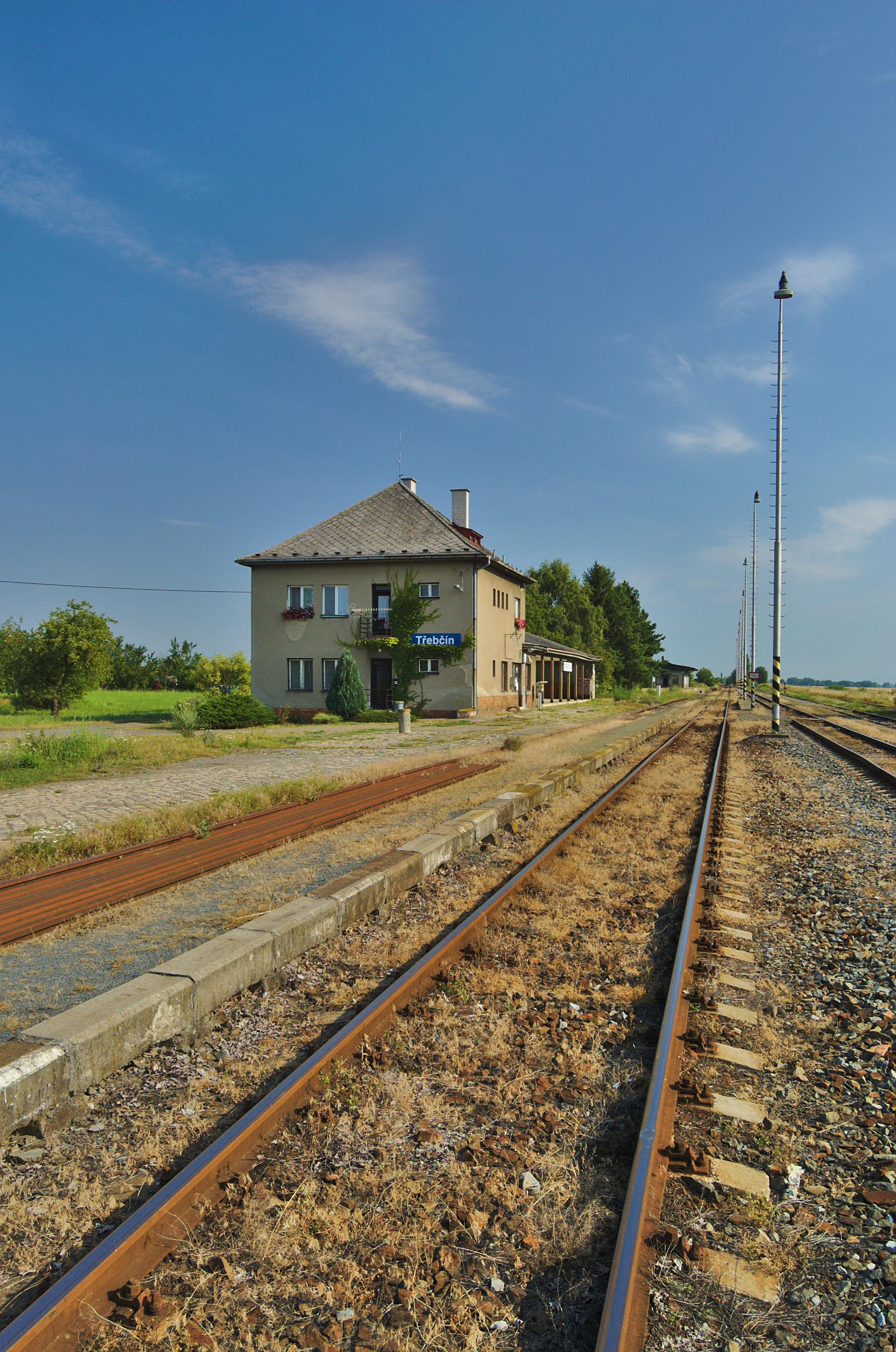
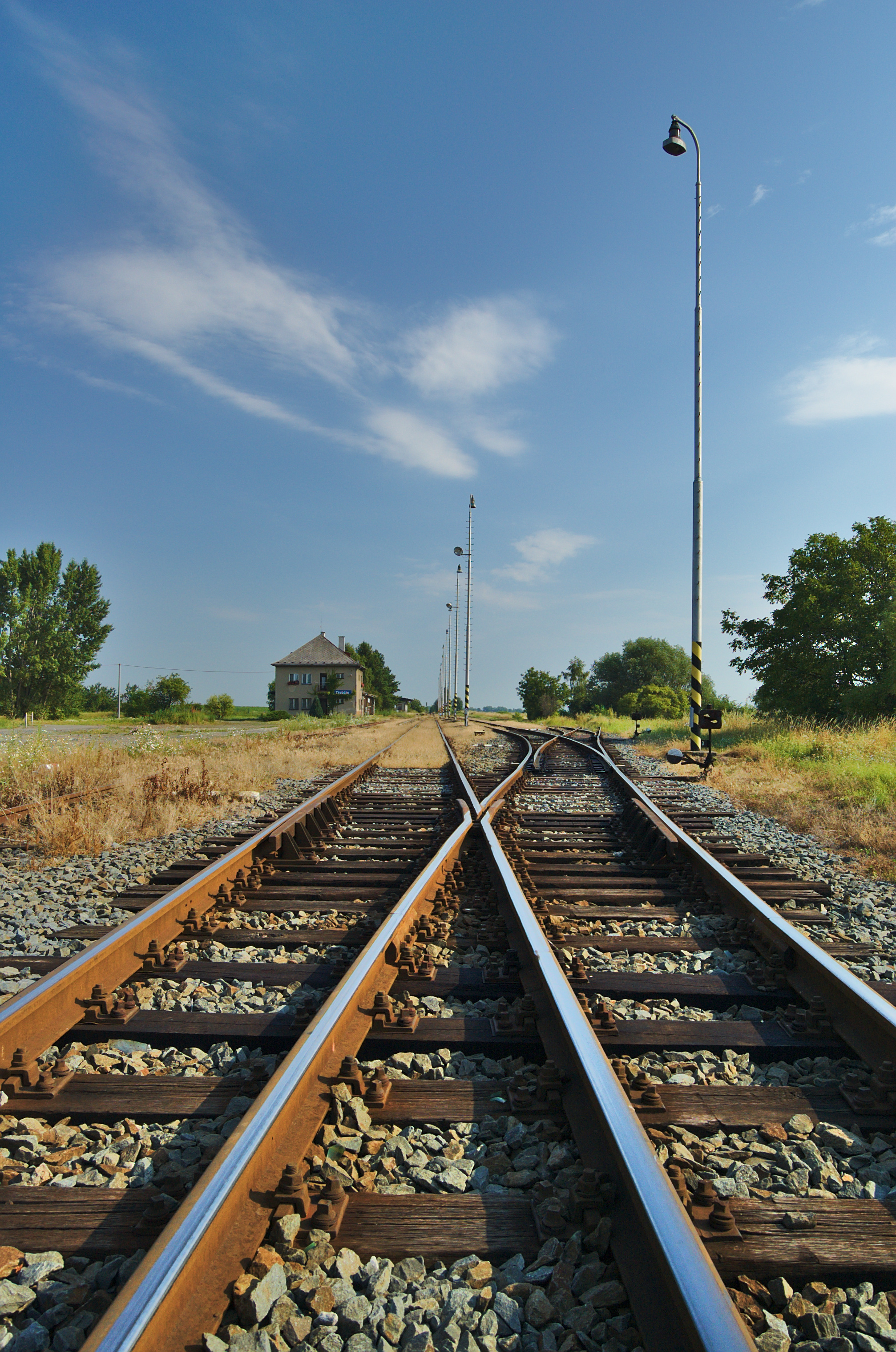
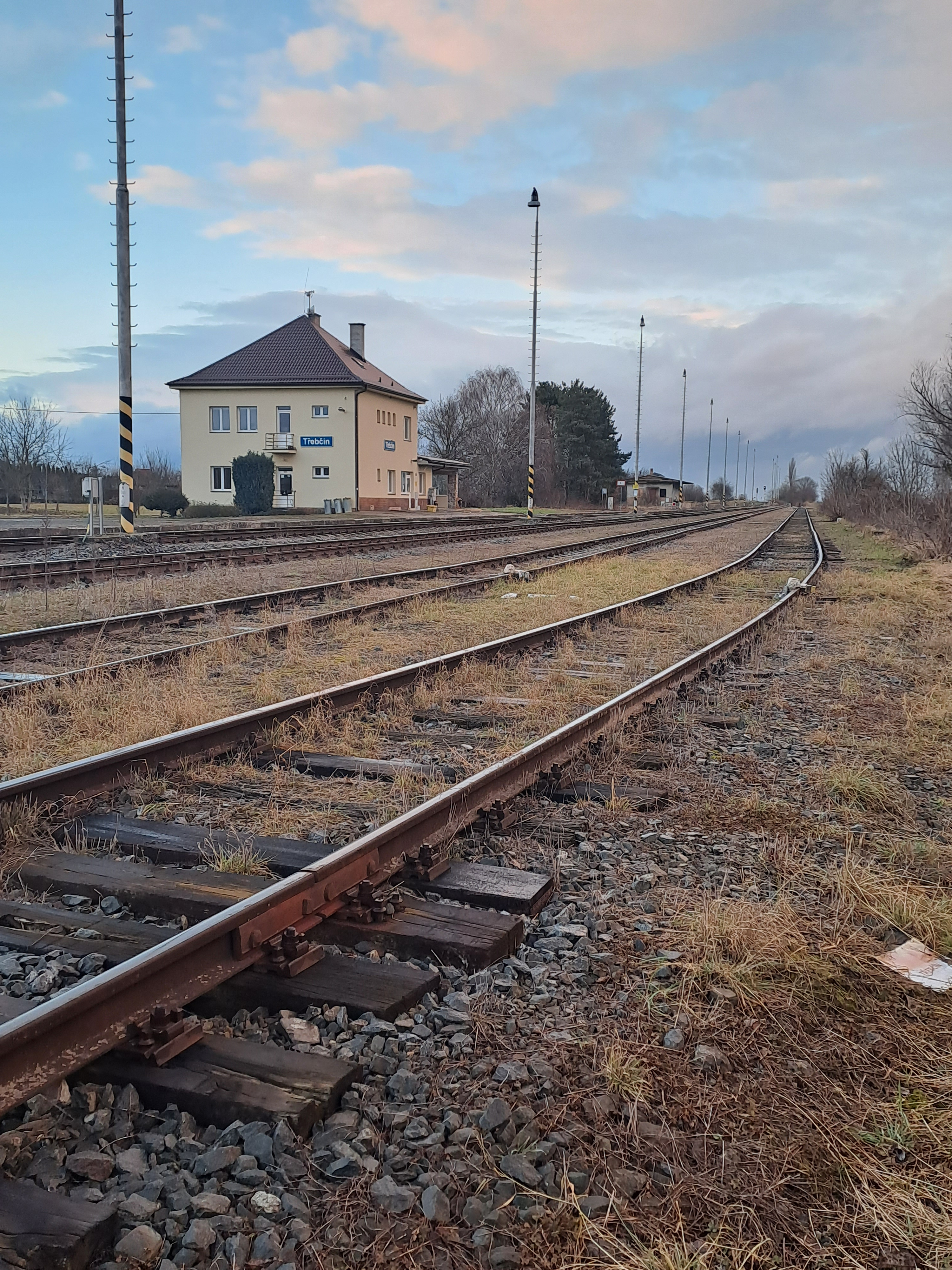
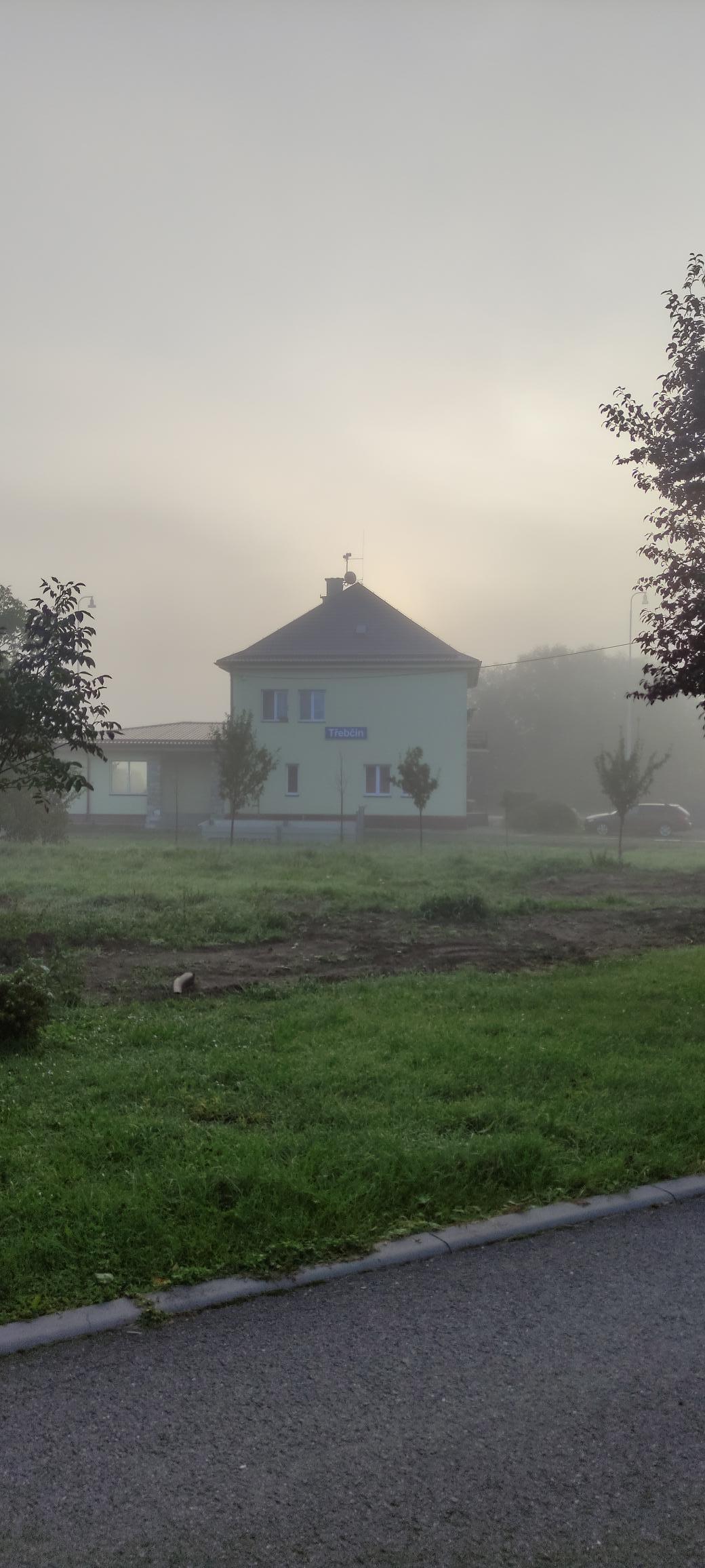